# إنتر ميلان موسم 2013–14
كان موسم 2013–14 هو الموسم الـ105 في تاريخ نادي إنتر ميلان لكرة القدم والموسم الـ98 على التوالي في دوري الدرجة الأولى الإيطالي لكرة القدم. تنافس الفريق في الدوري الإيطالي وكأس إيطاليا، واحتل المركز الخامس في الدوري وتأهل إلى الدوري الأوروبي 2014–15.